# Arroyo Sombrío
El arroyo Sombrío, también conocido como Dimrill, es un torrente ficticio, creado por el escritor británico J. R. R. Tolkien para su imaginaria Tierra Media. Nace al pie de las Montañas Nubladas, precisamente en la ladera oriental del Celebedil o Cuerno de Plata. Desciende hacia el este cayendo entre peñascos, formando lo que los elfos llamaban «la escalera del arroyo Sombrío». 
Le da su otro nombre al valle de Azanulbizar, el ‘valle sombrío’, al que llegó la Comunidad del Anillo después de dejar las minas de Moria. Es una de las fuentes del río Cauce de Plata y desemboca en el Kheled-zâram o ‘lago espejo’, el lago de la visión y la profecía. 

De lo alto de la garganta venía un torrente, como un encaje blanco sobre una larga escalera de pequeños saltos y una niebla de espuma colgaba en el aire a los pies de las montañas.
— El Señor de los Anillos, J. R. R. Tolkien

## La escalera del arroyo Sombrío
Se llamaba escalera del arroyo Sombrío a la parte oriental del Paso del Cuerno Rojo y hacía referencia al sendero que bajaba por la ladera oriental del Celebedil junto al arroyo, y que pasaba frente a grandes puertas de Moria hasta terminar en las cercanías del Kheled-zâram.